# The Explorers Club
The Explorers Club (Klub výzkumníků) je exkluzivní mezinárodní společnost vědců a cestovatelů. Sídlí na East 70th Street v New Yorku. Pořádá odborné přednášky, poskytuje granty studentům, provozuje archiv s knihovnou a vysílá terénní výpravy. Také vydává čtvrtletník The Explorers Journal a produkovala televizní dokument Tales from The Explorers Club.
Organizaci založil v roce 1904 Henry Collins Walsh a úředně zaregistrován byl 25. října 1905. Prvním předsedou byl polárník Adolphus Greely. Členové klubu byli prvními lidmi na obou pólech, na Mount Everestu, v prohlubni Challenger i na Měsíci. Klub má 34 poboček a více než tři tisíce členů v šedesáti zemích světa. K přijetí je nutné doporučení dvou stávajících členů. V roce 1981 byly změněny klubové stanovy a přijímány mohou být i ženy. Od roku 2021 je předsedou Richard Garriott.
Klubová vlajka je v dolním žerďovém rohu červená (symbol odvahy) a v pravém horním cípu modrá (symbol věrnost), mezi nimi se nachází bílé břevno s iniciálami EC a větrnou růžicí. Expedice pořádané členy Explorers Clubu si berou na cestu jednu z očíslovaných vlajek, kterou pak vrátí do sídla společnosti. Vlajku měli s sebou Thor Heyerdahl, Roy Chapman Andrews a Victor Vescovo, s programem Apollo se dostala i do vesmíru.
Explorers Club uděluje čestnou medaili a další ocenění. Mezi vyznamenanými byli Fridtjof Nansen, Sylvia Earle, George Schaller, Wally Herbert, Bertrand Piccard, Scott Carpenter nebo Jane Goodallová. Proslulá je výroční členská večeře, při níž se servírují exotické pokrmy jako jsou žlázy, oční bulvy, maso aligátorů, hmyz, durian nebo Kopi Luwak. V budově klubu se nachází mnoho zvířecích trofejí z výprav, avšak od konce dvacátého století se organizace distancuje od lovecké minulosti a zdůrazňuje zaměření na ochranu divoké přírody.

## Galerie

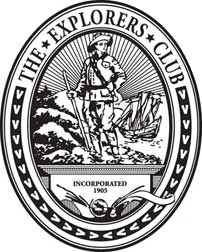
Logo
Vlajka
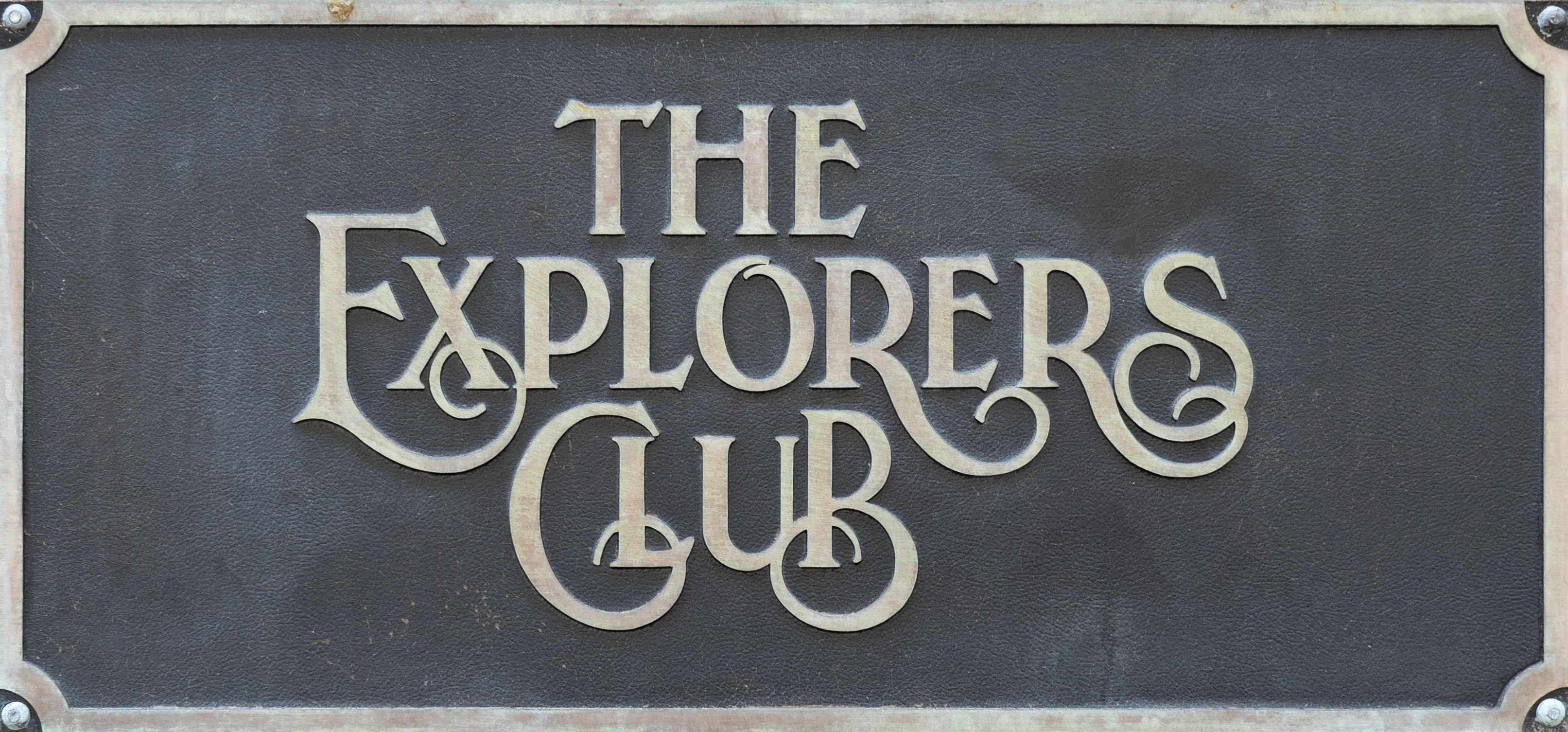
Tabulka u vchodu
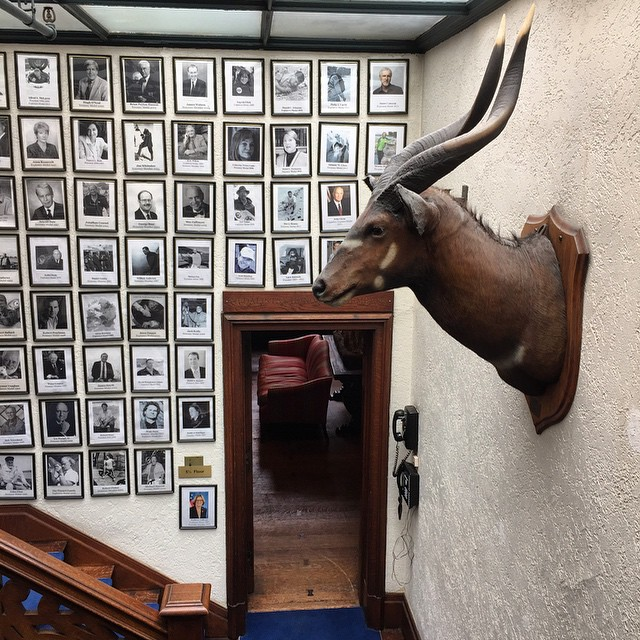
Interiér klubu